# مندائکی
مندائکی (به انگلیسی: Mundayki) یک شهر در پاکستان است که در پنجاب واقع شده‌است.